# Argyra pulata
Argyra pulata är en tvåvingeart som beskrevs av Negrobov och Maslova 2005. Argyra pulata ingår i släktet Argyra och familjen styltflugor. Inga underarter finns listade i Catalogue of Life.